# Tipula (Lunatipula) subfalcata
Tipula (Lunatipula) subfalcata is een tweevleugelige uit de familie langpootmuggen (Tipulidae). De soort komt voor in het Palearctisch gebied.